# Alexei Nikolajewitsch Olenin

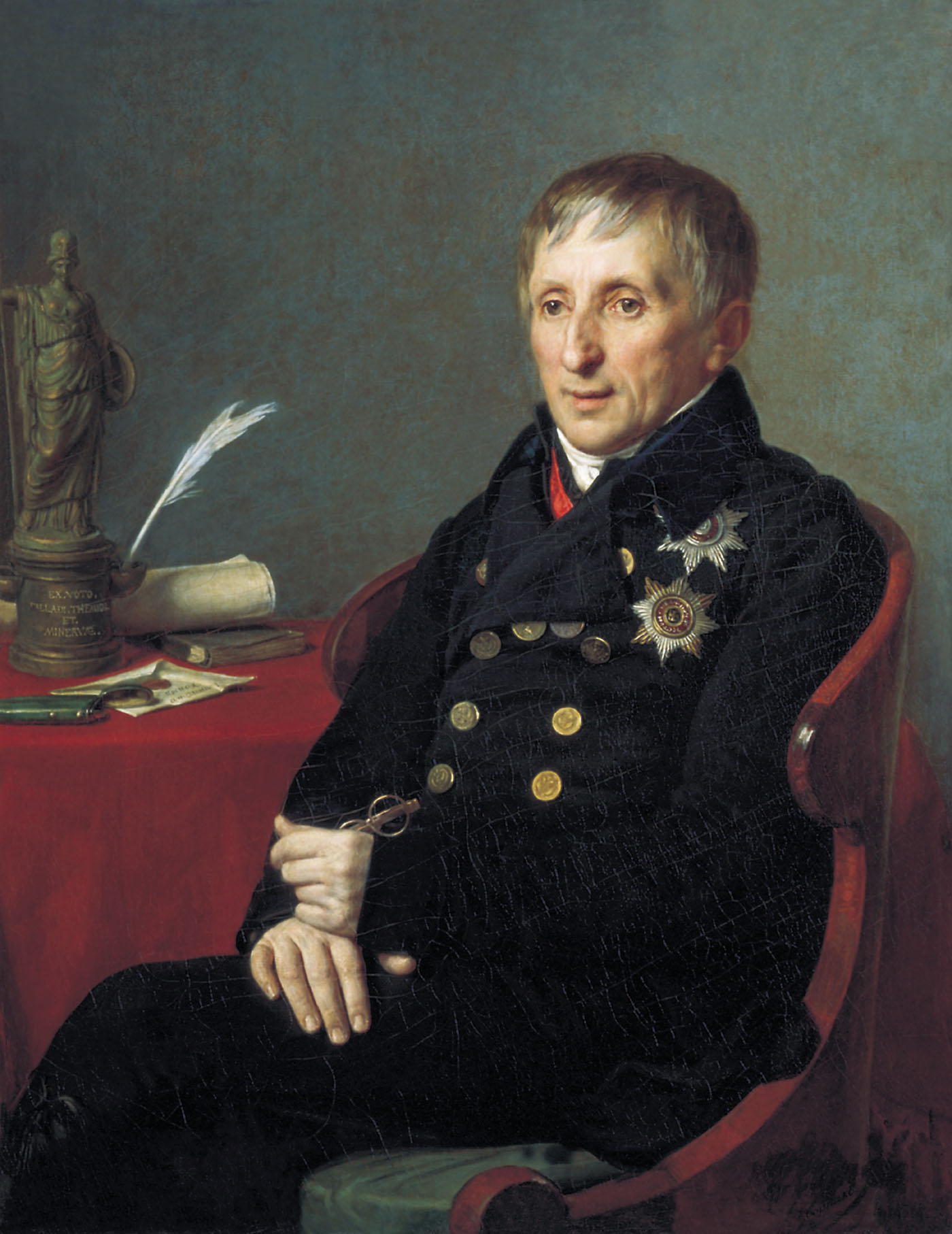
Alexei Nikolajewitsch Olenin (A. G. Warnek, 1824)

Alexei Nikolajewitsch Olenin (russisch Алексей Николаевич Оленин; * 28. Novemberjul. / 9. Dezember 1763greg. in Moskau; † 17. Apriljul. / 29. April 1843greg. in St. Petersburg) war ein russischer Artillerieoffizier, Staatssekretär und Historiker.

## Leben

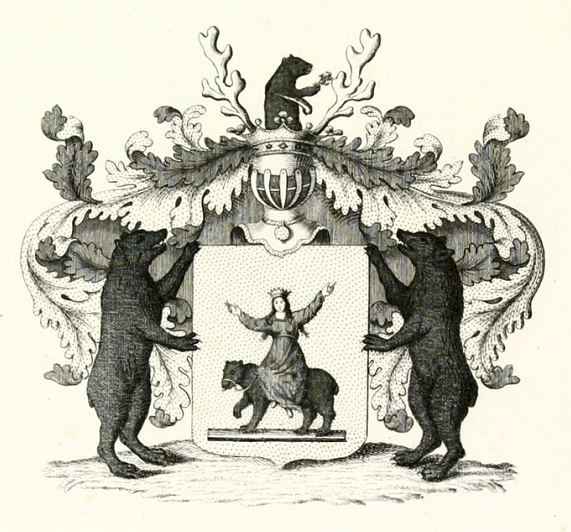
Wappen der Familie Olenin

Olenin stammte aus einer altadligen Familie mit großem Grundbesitz. Sein Großvater mütterlicherseits war der General en chef Fürst Semjon Fjodorowitsch Wolkonski. Olenin wuchs auf dem väterlichen Familienlandsitz Salaur im Ujesd Kassimow des Gouvernements Rjasan auf. Er erhielt eine häusliche Erziehung mit einem französischen Erzieher und Unterricht von seinem Vater und seiner Mutter. 1774 wurde er dank der Hilfe der Verwandten Jekaterina Romanowna Woronzowa-Daschkowa auf Befehl Katharinas II. in die Hofpagenschule in St. Petersburg aufgenommen, die später das Pagenkorps wurde. Aufgrund seiner ausgezeichneten Studienleistungen wurde er 1780 zur Verbesserung seiner Kenntnisse der Militärwissenschaften und der Sprachen ins Ausland geschickt. Er absolvierte die Artillerieschule Dresden und studierte dann an der Universität Straßburg.
Nach der Rückkehr 1785 nach St. Petersburg kam er in die Quartiermeisterei. Er verfasste eine Arbeit über Militäransprachen aus altrussischen Chroniken mit umfangreichen Kommentaren, für die er 1786 als Mitglied in die 1783 von Katharina II. gegründete Russische Akademie für Russische Sprache mit der Präsidentin Woronzowa-Daschkowa gewählt wurde. Die Arbeit blieb unveröffentlicht. Im Dezember 1788 schied er krankheitshalber als Major aus dem Militärdienst.
Im Januar 1789 trat Olenin wieder in die Armee ein und wurde als Oberstleutnant zum Pskower 2. Leibgarde-Dragoner-Regiment abkommandiert. Dort wurde unter seiner direkten Leitung die erste Berittene Artillerie-Kompanie in Russland aufgestellt. Er nahm dann am Russisch-Schwedischen Krieg (1788–1790) in Finnland teil. Nach dem Russisch-Polnischen Krieg (1792) kehrte er in den Einquartierungsort Staraja Russa zurück. 1795 schied er als Oberst aus dem Militärdienst.

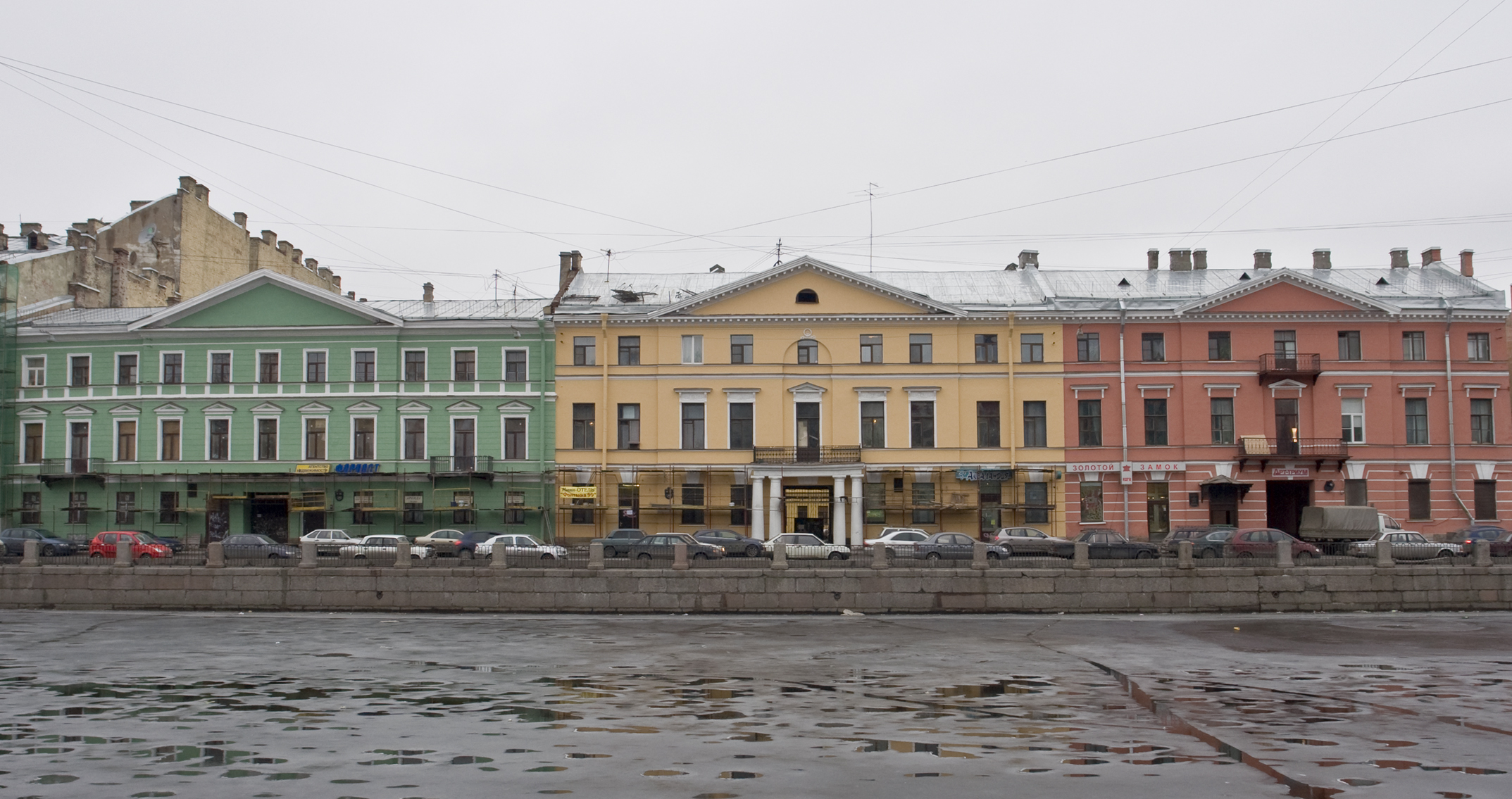
Olenin-Haus an der Fontanka (rotgelb, rechts)

Im April 1795 trat Olenin als Kollegienrat (6. Rangklasse) in den Dienst der Expedition für Verträge und Ankauf von Kupfer der Staatlichen Assignaten-Bank in St. Petersburg. Im August 1795 wurde er Rat des Vorstands der Bank und im Februar 1797 Geschäftsführer des neuen Kontors für den Einkauf von Gold, Silber und Kupfer der Bank für die Münzprägung mit Beförderung zum Staatsrat (5. Rangklasse). Im Oktober 1797 wurde er zum Geschäftsführer des Münzhofs in St. Petersburg ernannt. Dort machte er sich mit der Kunst der Medaillenherstellung vertraut. Im Dezember 1798 wurde er Wirklicher Staatsrat (4. Rangklasse). Seinen schnellen Aufstieg verdankte er Graf Alexander Sergejewitsch Stroganow und anderen einflussreichen Personen.
Im Dezember 1799 wurde Olenin Oberprokuror des 3. Departements des Senats. Im Juni 1800 wurde ihm die Leitung der Titularjunker-Schule des Senats für die Juristenausbildung übertragen.
Nach der Thronbesteigung Alexanders I. wurde Olenin im April 1801 als Expeditor in die Kaiserliche Kanzlei versetzt und zum Staatssekretär  (Stats-Sekretar) ernannt. Ab September 1802 war er enger Mitarbeiter Michail Michailowitsch Speranskis und organisierte mit ihm die Kanzlei des neuen Innenministeriums. Im März 1803 wurde er zusätzlich Vizeminister im Allodial-Departement für die Verwaltung des kaiserlichen Familienbesitzes mit den Ländern und zugehörigen leibeigenen Bauern. Olenin selbst gehörten 1.800 Leibeigene.
1804 wurde Olenin aufgrund seiner Liebe zu den Künsten auf Vorschlag Graf Stroganows zum Ehrenmitglied der Kaiserlichen Akademie der Künste gewählt. Er verfasste Arbeiten über die Geschichte und Archäologie des alten Russlands. Bekannt wurde er mit seinem 1806 erschienenen Brief an Graf Alexei Iwanowitsch Mussin-Puschkin über den 1792 von einem Bauern gefundenen Stein von Tmutarakan mit einer Inschrift, nach der Prinz Gleb 1068 die Entfernung von hier über Kertsch bis zum Meer gemessen hatte. Dieses Werk markiert den Beginn der russischen Epigraphik.
Nach Beginn des Vierten Koalitionskriegs gegen Napoleon I. wurde im Dezember 1806 durch Manifest Alexanders I. die Miliz Semskoje Opoltschenije aufgestellt, zu der Olenin einberufen wurde. Er wurde Kanzleichef des Oberkommandierenden Nikolai Alexejewitsch Tatischtschew im Gouvernement Sankt Petersburg und diente als General vom Dienst. Im April 1808 wurde das Semskoje Opoltschenije aufgelöst, und er kehrte in das Allodial-Departement zurück.
Im April 1808 wurde Olenin auch Assistent des Direktors Graf Stroganow der Kaiserlichen Öffentlichen Bibliothek und nach dessen Tod 1811 selbst Direktor. 1809 war er Ehrenmitglied der Akademie der Wissenschaften geworden.
Als 1810 der Staatsrat und dazu die von Speranski als Sekretär des Staates (Gossekretar) geleitete Staatskanzlei gebildet wurden, übernahm Olenin als Staatssekretär die Leitung der Abteilung für zivile und geistliche Angelegenheiten mit Ernennung zum Geheimen Rat (3. Rangklasse). Als Alexander I. 1812 zu Beginn des Französischen Angriffs Speranski entließ und Alexander Semjonowitsch Schischkow die Leitung der Staatskanzlei übertrug, führte Olenin faktisch die Staatskanzlei, deren Leiter er nach dem Ausscheiden Schischkows 1814 wurde. Nach dem Tod Alexanders I. wirkte Olenin bei den Staatsratssitzungen zur Regelung der Nachfolge mit Verzicht Konstantins und Inthronisation Nikolaus I. als Staatssekretär mit. Im Mai 1827 entließ ihn Nikolaus I. und berief ihn in den Staatsrat. 1826 war Olenin Ehrenmitglied der Universität Moskau (MGU) geworden.
1817 wurde Olenin zum Präsidenten der Kaiserlichen Akademie der Künste ernannt als Nachfolger des 1811 verstorbenen Graf Stroganow. Mit Nachdruck untersuchte er die desolate finanzielle Situation der desorganisierten Akademie. Er richtete einen provisorischen Vorstand ein zur schnellen Regelung der pädagogischen, finanziellen und baulichen Probleme der Akademie. Dank der Zuwendungen aus der kaiserlichen Kasse konnten die Schulden bald bezahlt werden. Der Minister für Volksbildung Alexander Nikolajewitsch Golizyn stellte die benötigten Gelder für die Instandsetzung der Gebäude zur Verfügung. In den 1830er Jahren renovierte Konstantin Andrejewitsch Thon die Innenräume und projektierte prächtige Säle für Werke Raffaels und Tizians. Olenin befürwortete den von Andrei Nikolajewitsch Murawjow vorgeschlagenen Kauf von zwei Sphingen aus dem Tempels des Amenophis III., die schließlich 1832 in St. Petersburg an der Newa am Universitätsufer aufgestellt wurden. Olenin beriet Auguste de Montferrand bei der Gestaltung des Postaments der 1834 eingeweihten Alexandersäule. Dank der verbesserten finanziellen Ausstattung der Akademie konnten regelmäßig Stipendiaten ins Ausland geschickt werden. Für sie wurde in Rom eine Schule eingerichtet, die bis Olenins Tod existierte. Nach Olenins Tod wurde die Kaiserliche Akademie der Künste von Mitgliedern der kaiserlichen Familie geleitet, so dass der kaiserliche Schwiegersohn Fürst Maximilian Romanowsky, Herzog von Leuchtenberg, Olenins Nachfolger als Präsident der Akademie wurde.

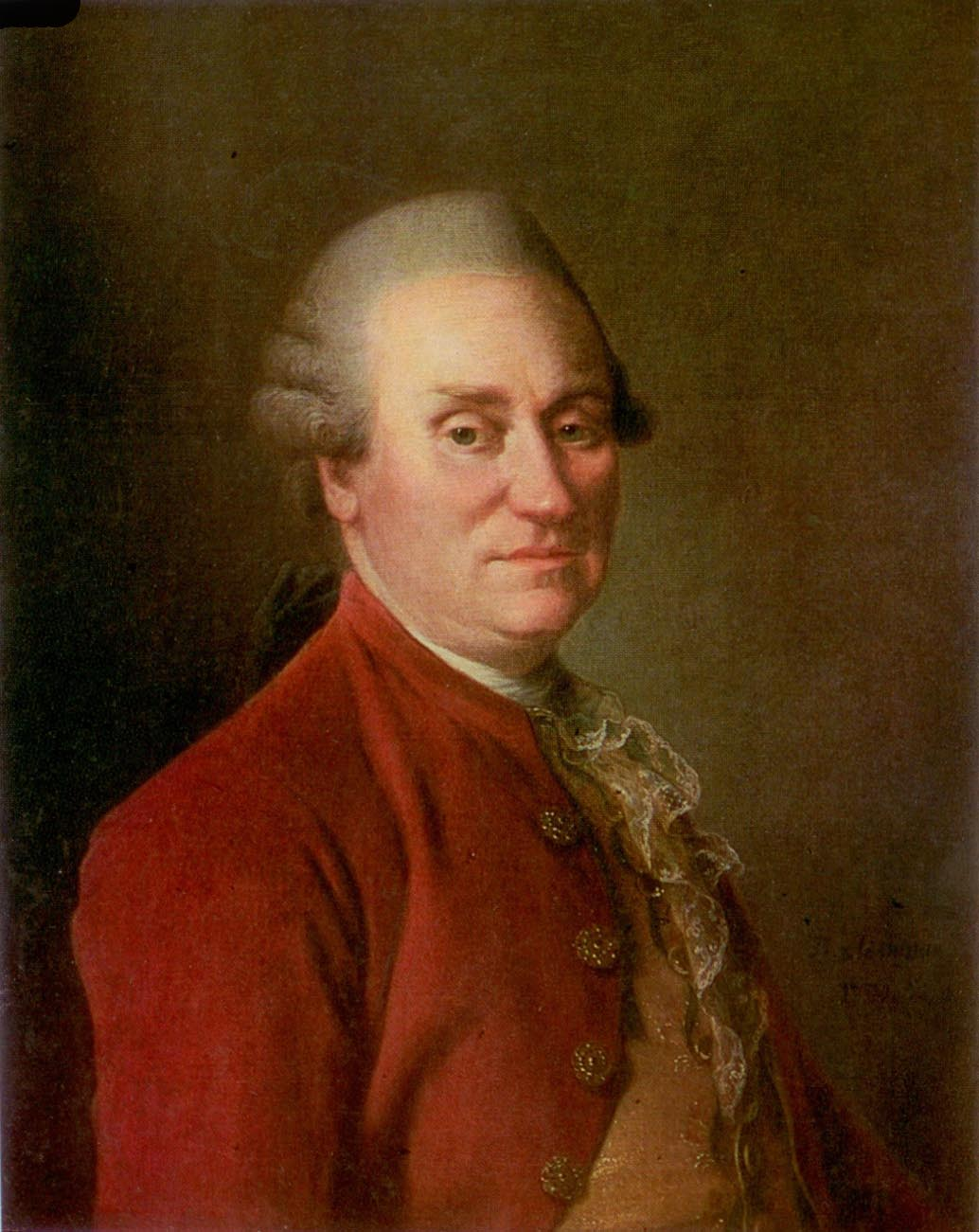
Schwiegervater Mark Fjodorowitsch Poltorazki, 1780

Olenin war seit November 1791 verheiratet mit Jelisaweta Markowna Olenina geborene Poltorazkaja (1768–1838), Tochter des Hofkapellmeisters Mark Fjodorowitsch Poltorazki.
1795 kauften die Eheleute ein Grundstück von 766 Dessjatinen bei St. Petersburg und ließen sich dort das Herrenhaus Prijutino bauen.
Jelisaweta Olenina war befreundet mit Jelisaweta Kasparowna Engel und nahm nach deren Tod deren junge mutterlose Enkelin Anna Fjodorowna Fuhrmann auf, die die Olenins dann fortwährend förderten.
Olenin hatte mit seiner Frau drei Söhne und zwei Töchter:
- Nikolai Alexejewitsch Olenin (1793–1812) – Offizier im Semyonovsky Leibgarde-Regiment, starb in der Schlacht von Borodino.

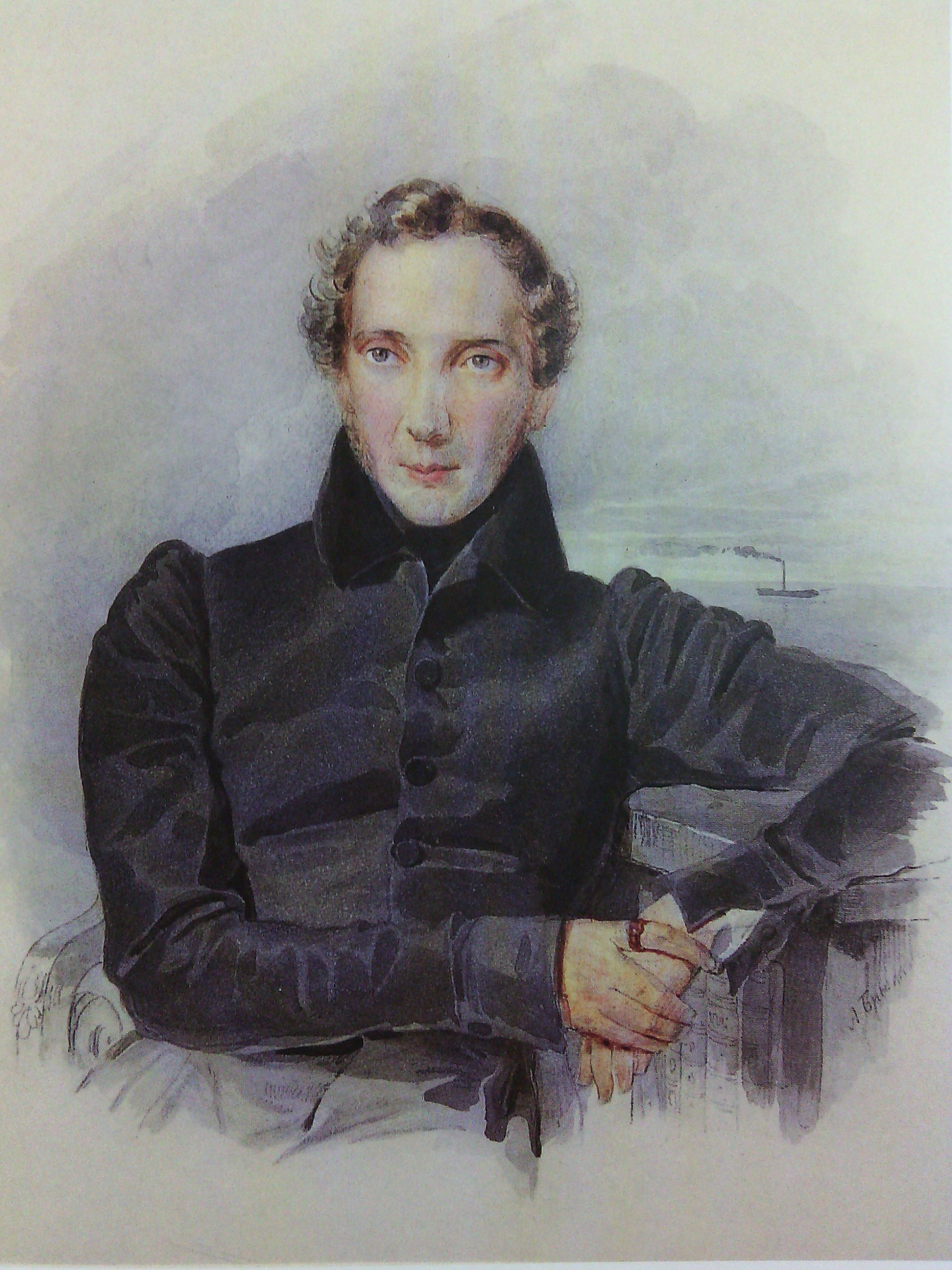
Alexei Alexejewitsch Olenin, 1833
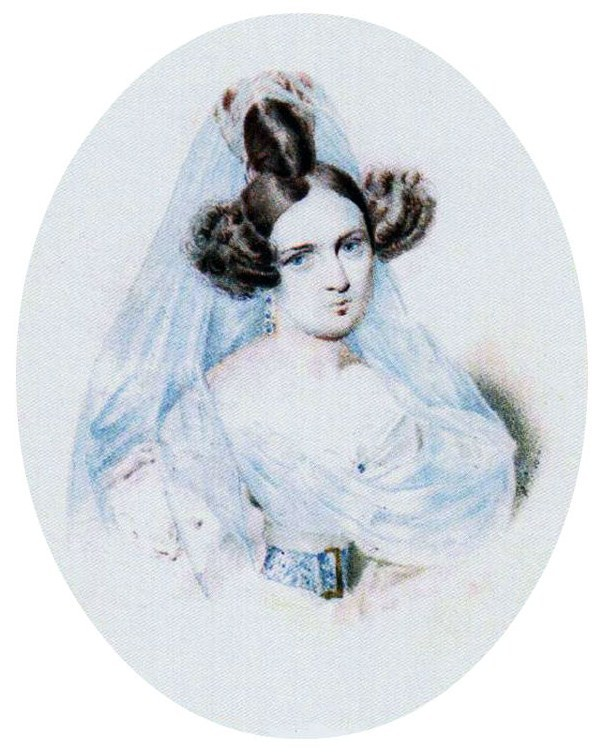
Alexandra Alexejewna Olenina, geb. Dolgorukowa, 1833

- Der Sohn Alexei Alexejewitsch Olenin (1798–1854) wurde Wirklicher Staatsrat und war ab 1833 mit Fürstin Alexandra Alexejewna Dolgorukowa (1807–1859) verheiratet. Am 25. Dezember 1854 wurde er bei einem Aufstand seiner Leibeigenen erschlagen.[6]

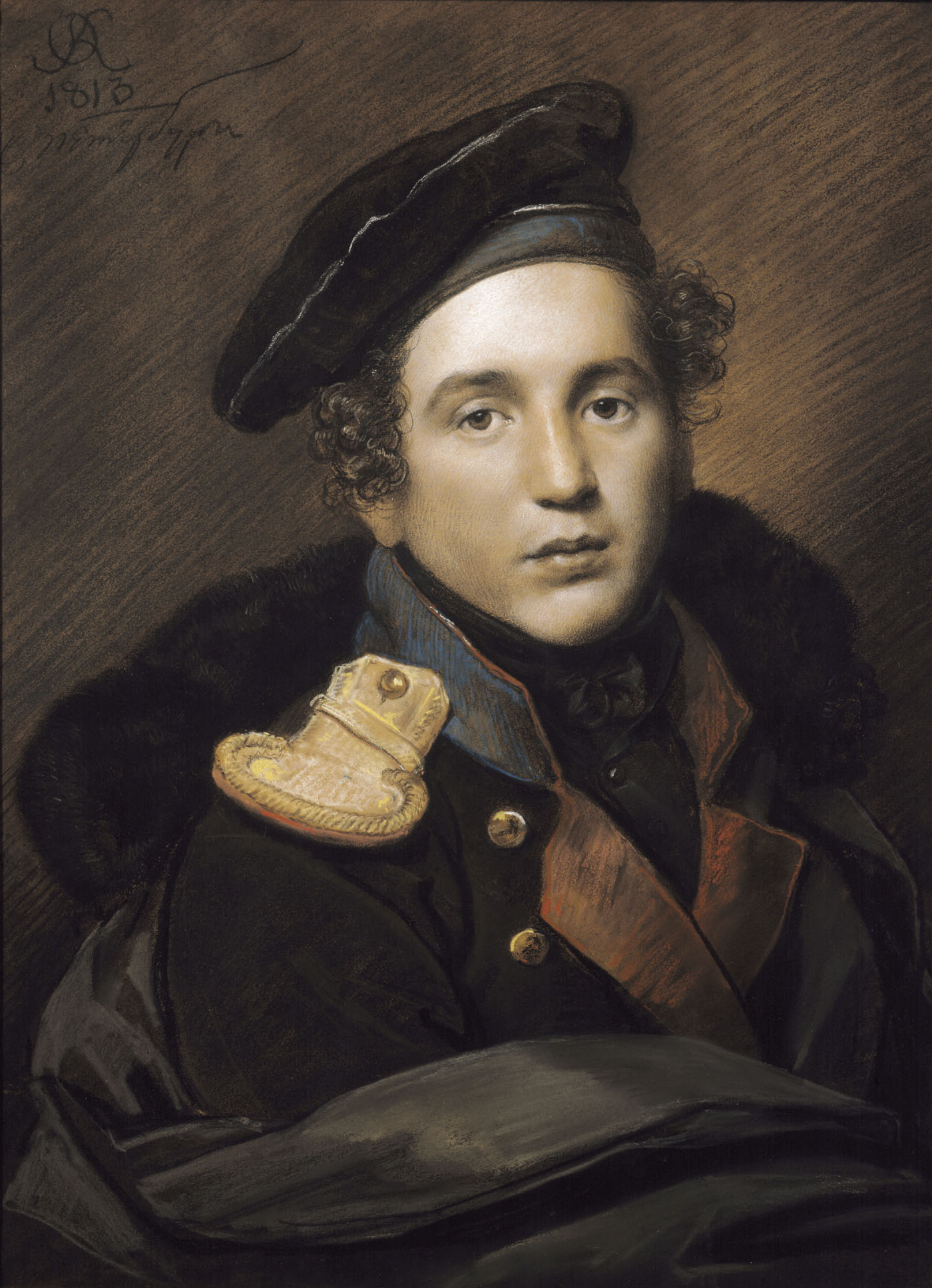
Peter Alexejewitsch Olenin, 1813
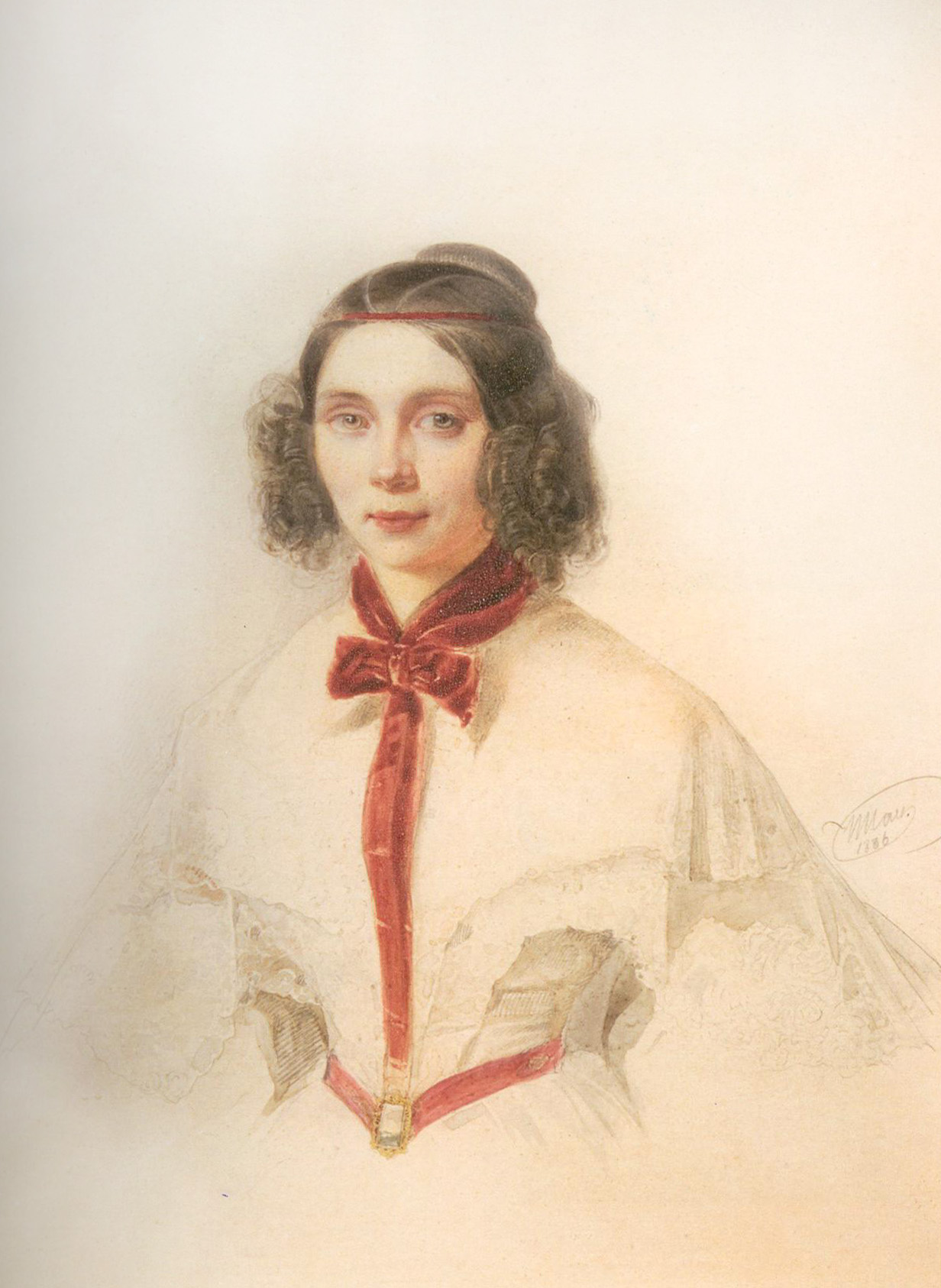
Maria Sergejewna Olenina, geb. Lwowa, 1836

- Sohn Peter Alexejewitsch Olenin (1794–1868) war Adjutant des Herzogs von Württemberg und ab 1831 mit seiner Großcousine Maria Sergejewna Lwowa (1810–1899) verheiratet.[6]

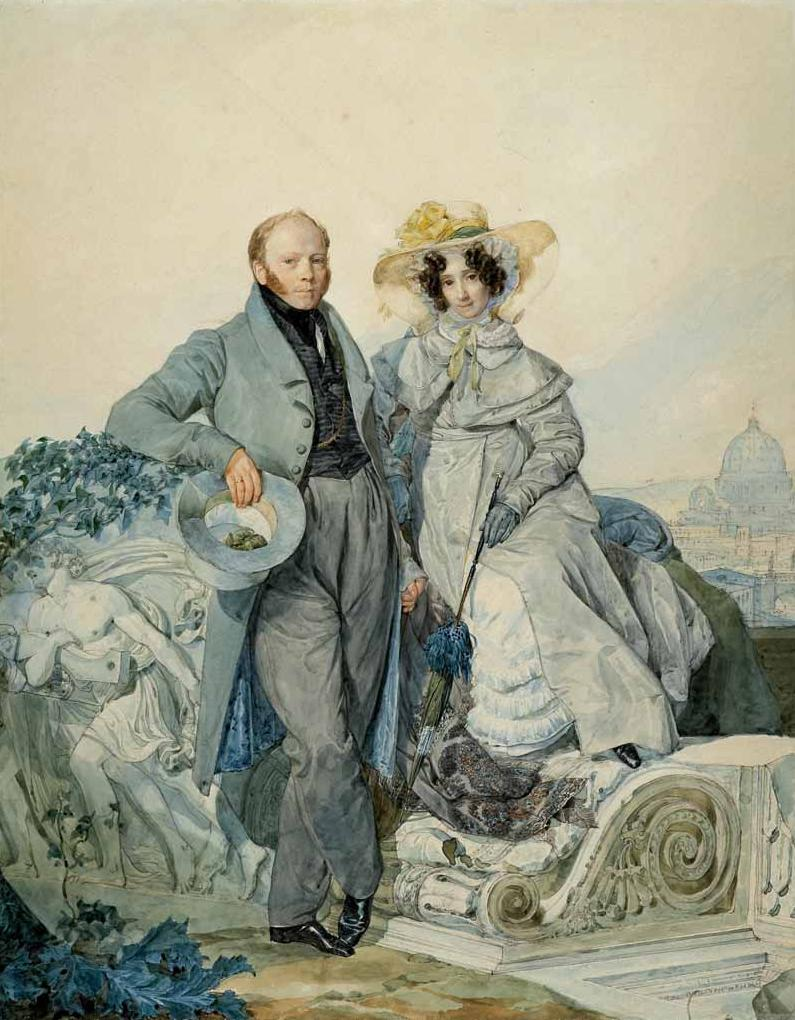
Tochter Warwara Alexejewna Olenina und ihr Gatte und Cousin, Grigorij Nikanorowitsch Olenin, Aquarell 1827 von Karl Pawlowitsch Brjullow

- Tochter Warwara Alexejewna Olenina (1802–1877) heiratete ihren Cousin Grigorij Nikanorowitsch Olenin (1797–1843),[6] 1835 Chef der 1. Sektion des Departments der Manufakturen und des inneren Handels.[10]

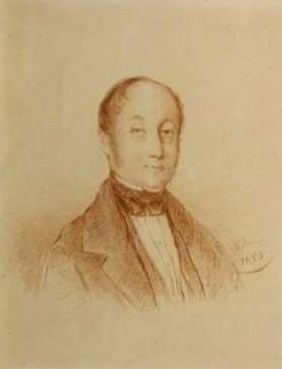
Theodor Andrault de Langeron (Fedor Alexandrowitsch Andro), 1853
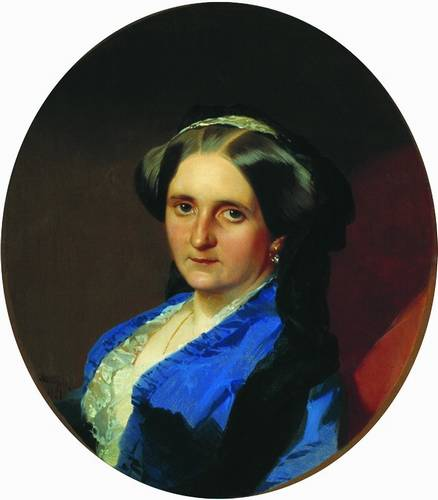
Anna Alexejewna Andro, geb. Olenina, 1851

- Die jüngste Tochter Anna Alexejewna Olenina (1808–1888) war Hoffräulein und wurde eine sehr bewunderte Sängerin. Sie heiratete 1840 den unehelichen Sohn[11] des Grafen Alexandre Andrault de Langeron,[6] den jener mit der Brester Schönheit Angela Dzerzhanowskaja gezeugt hatte: Fedor Alexandrowitsch Andro (1804–1885) – empfing am 2. April 1822 den französischen Adel (Andrault de Langeron), Oberst des Husarenregiments der Leibgarde und Senator, Bürgermeister von Warschau.

Olenin wurde in St. Petersburg auf dem Tichwiner Friedhof am Alexander-Newski-Kloster begraben.

## Ehrungen
- Russischer Orden der Heiligen Anna II. Klasse (1797), I. Klasse (1807), mit Diamanten (1811)
- Alexander-Newski-Orden (1824), mit Diamanten (1834)[4]
- Orden des Heiligen Wladimir II. Klasse, I. Klasse (1841)[4]
- Orden des Heiligen Johannes von Jerusalem